# جهان موسیقی، هنر و رقص

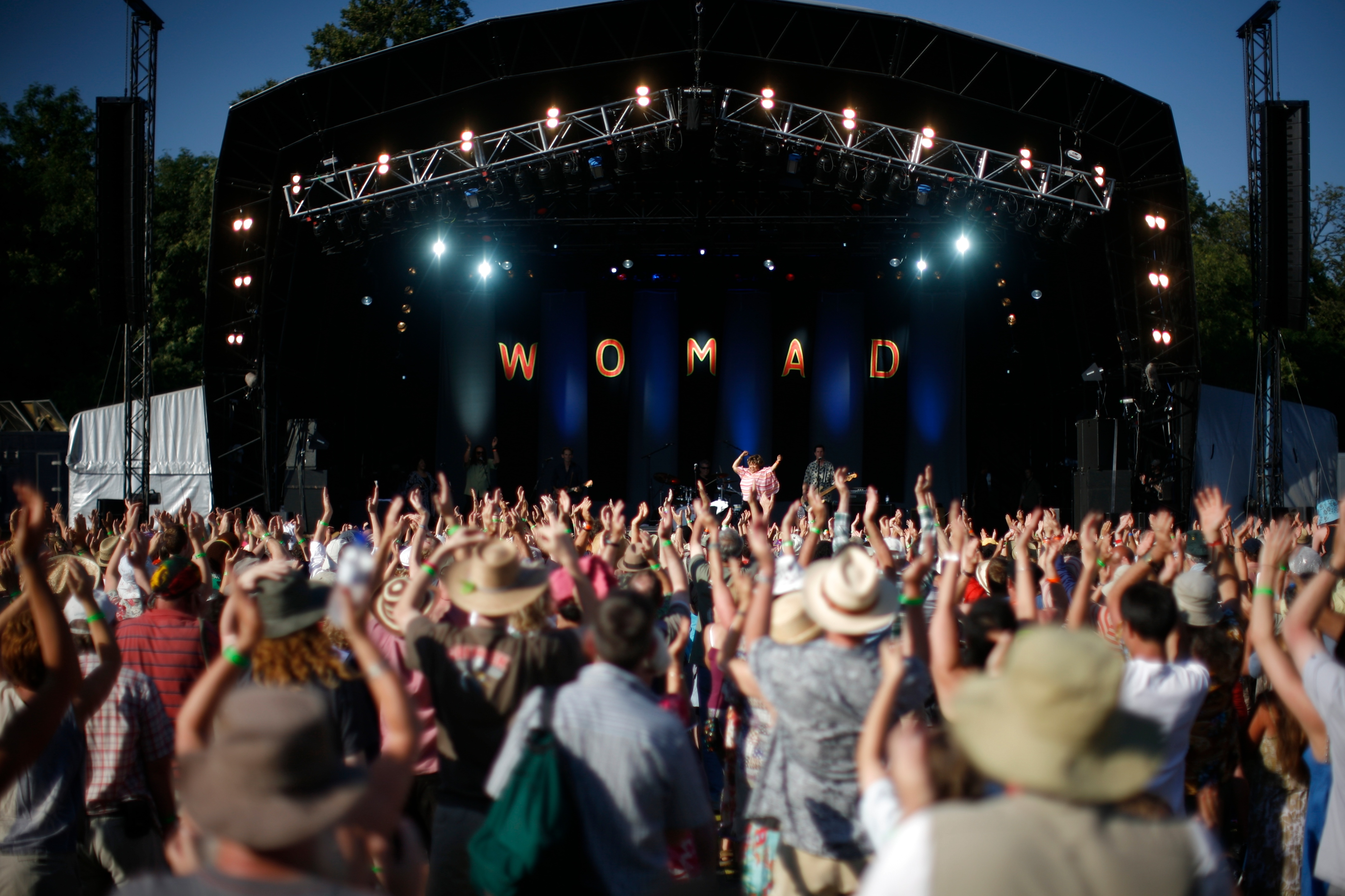
جشنواره WOMAD در پارک چارلتون، سال ۲۰۰۸

وُومد ( ‎/ˈwoʊˌmæd/‎ WOH-mad ؛ دنیای موسیقی، هنر و رقص ) یک جشنوارهٔ بین‌المللی هنری است . هدف اصلی وومد جشن گرفتن انواع مختلف موسیقی، هنر و رقص در جهان است.

## تاریخ
وُومد در سال 1980 توسط پیتر گابریل ، نوازنده راک انگلیسی، با توماس برومن ، باب هوتون، مارک کیدل ، استفان پریچارد، مارتین البورن و جاناتان آرتور تاسیس شد.    طراحان اصلی Steve Byrne و Valerie Hawthorn بودند. اولین جشنواره WOMAD در شپتون مالت انگلستان در سال 1982 برگزار شد. تماشاگران پیتر گابریل ، دان چری ، بیت ، طبل‌های بوروندی ، اکو و بانیمن، عمرات خان ، شاهزاده نیکو امبارگا، پیتر همیل ، ذهن‌های ساده ، Suns of Arqa ، The Chieftains و شرکت رقص ملی اکوم را دیدند که توسط Barrington تأسیس شد. انجی، پائولین و لورنا اندرسون، شرکت هنرهای آفریقایی پیشگام در بریتانیا در میان سایرین اجرا می‌کنند.
پیتر گابریل و شرکتش که بودجهٔ وومد را تأمین کرده بودند، در همان سال اول جشنواره  به دلیل هزینه‌های بالای جشنواره دچار بحران مالی  شدند که نبود حمل و نقل مناسب به محل برگزاری (نمایشگاه شپتون مالت) و عدم تبلیغات بر این مشکل افزوده شد. به پیشنهاد تونی اسمیت ، مدیربرنامهٔ پیتر گابریل و جنسیس ، او و اعضای باقی‌ماندهٔ جنسیس توافق کردند که با هم برای یک نمایش با نام « شش از بهترین‌ها » در میلتون کینز بازی کنند. این اجرا شامل فعالیت پویای شرکت ملی رقص اکومه، ادغام درام زنده آفریقایی در آهنگ پیتر گابریل "Rhythm Of The Heat" بود. این نمایش شرکت را نجات داد و امکان برگزاری رویدادهای بعدی WOMAD را فراهم کرد. 